# Albatros L 68
Die Albatros L 68 ist ein als Doppeldecker ausgelegtes Anfänger-Schulflugzeug aus den 1920er Jahren und einer der ersten Typen, die bei den Anfang 1925 neugegründeten Albatros Flugzeugwerken in Berlin-Johannisthal entwickelt wurden.

## Entwicklung
Die L 68 wurde 1925 von dem Albatros-Chefkonstrukteur Rudolf Schubert entwickelt und flog noch im gleichen Jahr erstmals. Ebenfalls 1925 gewann sie in der Klasse C den Sachsen-Rundflug. Die erste Ausführung, von der drei Exemplare gebaut wurden, besaß nur im oberen Flügel Querruder und dafür im unteren Landeklappen. Schubert überarbeitete den Entwurf 1926, vergrößerte die Spannweite und versah nun auch die Unterflügel mit Querrudern, die mit den oberen durch Stoßstangen verbunden wurden. Der verwendete Siemens-Motor wurde durch einen stärkeren gleichen Fabrikats ersetzt. Von dieser als L 68a bezeichneten Ausführung existierten ebenfalls drei Stück.
1927 wurde die L 68 nochmals, wenn auch nur geringfügig, überarbeitet, diesmal durch Walter Blume, der Schubert im Vorjahr als Chefkonstrukteur ersetzt hatte. Änderungen betrafen die Auskreuzung des hinteren Hauptfahrwerks mit Draht und ein nun ausgeglichenes Seitenruder; der Sh-12-Antrieb wurde beibehalten. Dieses als L 68c „Alauda“ bezeichnete Modell wurde auf der vom 7. bis 28. Oktober 1928 stattfindenden ILA öffentlich vorgestellt und in der größten Stückzahl (10) gefertigt.
Im Jahr 1928 wurde das Muster mit zwei verschiedenen Triebwerke getestet: Die L 68d erhielt einen Elfzylinder-Umlaufmotor Sh III mit Vierblattluftschraube und die L 68e einen britischen Lynx-Antrieb. Beide Flugzeuge blieben jedoch Einzelstücke.

## Einsatz
Die L 68 kam hauptsächlich bei Organisationen zum Einsatz, die offiziell zivilen Charakter trugen, aber insgeheim die nach den Bestimmungen des Versailler Vertrages in Deutschland verbotene Ausbildung von Militärpiloten betrieben. Dies waren die Sportflug GmbH, die Deutsche Luftfahrt GmbH und die Deutsche Verkehrsfliegerschule. Auch die Deutsche Versuchsanstalt für Luftfahrt nutzte die L 68. Ein Flugzeug wurde 1926 an die Geheime Fliegerschule und Erprobungsstätte der Reichswehr in Lipezk geliefert. Die letzten L 68 flogen noch bis weit in die 1930er Jahre hinein.

## Aufbau
Die L 68 ist ein einstieliger, verspannter und stark gestaffelter Doppeldecker in Gemischtbauweise mit Spornfahrwerk.
RumpfDas mit Stoff bespannte Rumpfgerüst besteht aus einem geschweißten Stahlrohrfachwerk, im vorderen Teil mit diagonalen Stahlstreben verstärkt und im hinteren mit Draht ausgekreuzt. Der mit Aluminiumblechen verkleidete Motorträger aus Stahlrohr ist mit einem Scharnier versehen, so dass der Antrieb zu Wartungsarbeiten seitlich beigeklappt werden kann. Die beiden hintereinanderliegenden, getrennten Flugzeugführerkabinen sind mit einem Doppelsteuer ausgestattet, das in der Schülerkanzel auskuppelbar gestaltet ist.
TragwerkDie Tragflächen werden aus einem mit zwei Kastenholmen und Rippen versehenen Holzrahmen gebildet, der an der Nasenkante mit Sperrholz verkleidet, an der Unterseite zwischen den Holmen mit Sperrholz beplankt und im übrigen mit Stoff bespannt ist. Der dreiteilige Oberflügel besteht aus den zwei Außenflächen und dem als Baldachin ausgebildeten und mit dem Rumpf verbundenen Mittelstück, das auch den Kraftstoff-Falltank mit 100 l Fassungsvermögen beinhaltet. Die zweiteiligen Unterflügel sind direkt an den Rumpf angeschlossen. Die Verbindung untereinander erfolgt durch N-Stiele. Die Verspannung verläuft vom oberen Hinter- zum unteren Vorderholm.
LeitwerkDas normal ausgeführte Leitwerk besteht aus einem mit Stoff bespannten Stahlrohrrahmen, Höhen- und Seitenflosse sind durch I-Streben gegeneinander abgestützt. Sämtliche Ruder sind mit Ausnahme des Seitenruders bei der Ausführung L 68c unausgeglichen. Die Höhenflosse kann im Flug verstellt werden. Mit Ausnahme der Grundversion verfügen alle Tragflächen über Querruder, die je Seite durch Stoßstangen miteinander verbunden sind.
FahrwerkDas starre Hauptfahrwerk besteht aus zwei durch eine Achse verbundenen und an V-Verstrebungen befestigten Haupträdern mit Hochdruckreifen und einem mit dem Seitenruder gekoppelten, lenkbaren Hecksporn.

## Technische Daten

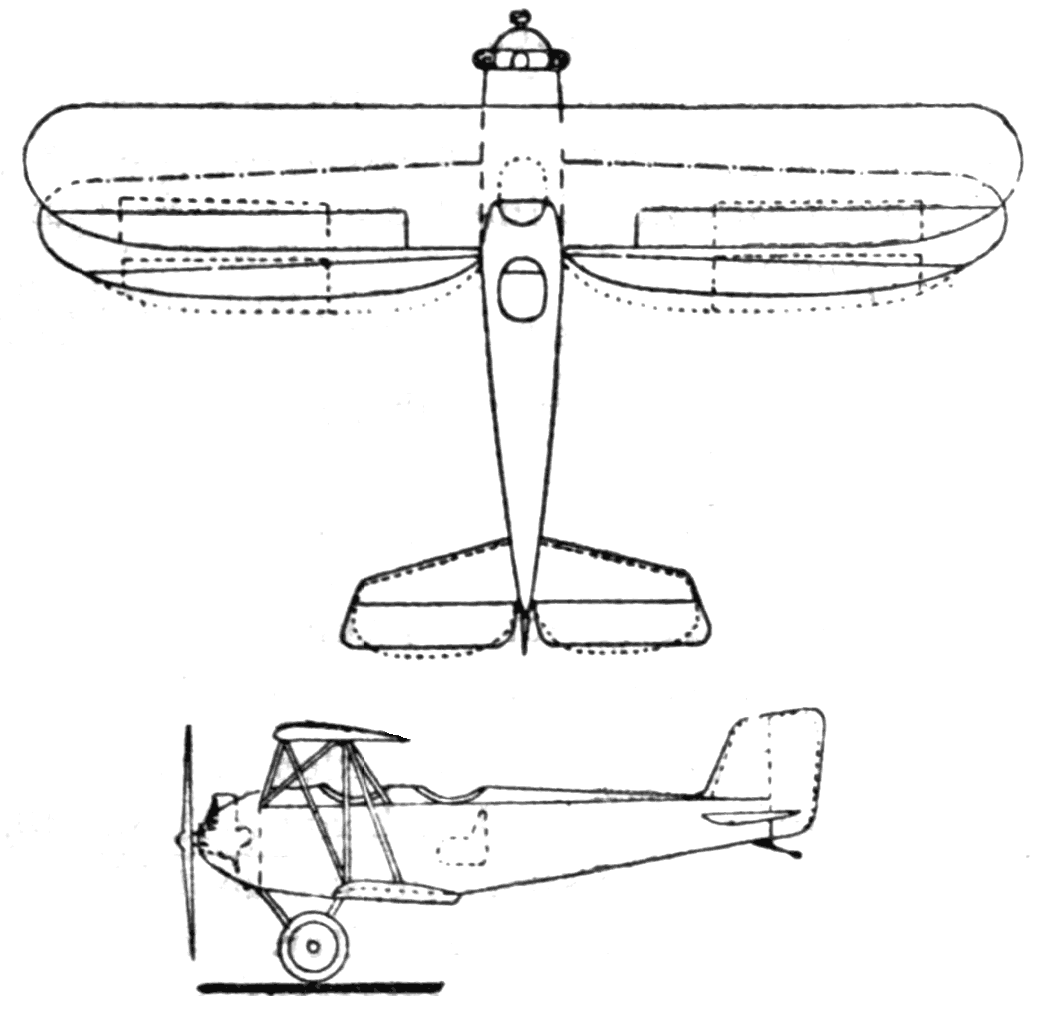
Zweiseitenansicht

| Kenngröße             | Daten (L 68)                                          | Daten (L 68a)                                       | Daten (L 68c)                                       | Daten (L 68e)                                         |
| --------------------- | ----------------------------------------------------- | --------------------------------------------------- | --------------------------------------------------- | ----------------------------------------------------- |
| Besatzung             | 2                                                     | 2                                                   | 2                                                   | 2                                                     |
| Spannweite            | 9,60 m                                                | 10,10 m                                             | 10,10 m                                             | 10,10 m                                               |
| Länge                 | 6,15 m                                                | 6,3 m                                               | 6,48 m                                              | 7,47 m                                                |
| Höhe                  | 2,50                                                  | 2,56 m                                              | 2,87 m                                              | k. A.                                                 |
| Flügelfläche          | 21,8 m²                                               | 24,4 m²                                             | 25,07 m²                                            | 25,07 m²                                              |
| V-Stellung            | oben 0°, unten 2°                                     | oben 0°, unten 2°                                   | oben 0°, unten 2°                                   | oben 0°, unten 2°                                     |
| Flächenbelastung      | 32,2 kg/m²                                            | k. A.                                               | 34,9 kg/m²                                          | k. A.                                                 |
| Leistungsbelastung    | 9,37 kg/PS                                            | k. A.                                               | 8,75 kg/PS                                          | k. A.                                                 |
| Rüstmasse             | 380 kg                                                | 650 kg                                              | 595 kg                                              | 740 kg                                                |
| Startmasse            | 640 kg                                                | 950 kg                                              | 875 kg                                              | 1070 kg                                               |
| Antrieb               | ein luftgekühlter Siebenzylinder- Viertakt-Sternmotor | ein luftgekühlter Neunzylinder- Viertakt-Sternmotor | ein luftgekühlter Neunzylinder- Viertakt-Sternmotor | ein luftgekühlter Siebenzylinder- Viertakt-Sternmotor |
| Typ                   | Siemens & Halske Sh 11                                | Siemens & Halske Sh 12                              | Siemens & Halske Sh 12                              | Armstrong Siddeley Lynx                               |
| Startleistung         | 96 PS (71 kW)                                         | 125 PS (92 kW)                                      | 125 PS (92 kW)                                      | 238 PS (175 kW)                                       |
| Höchstgeschwindigkeit | 130 km/h in Bodennähe                                 | 140 km/h in Bodennähe                               | 135 km/h in Bodennähe                               | 185 km/h in Bodennähe                                 |
| Marschgeschwindigkeit | 110 km/h                                              | 110 km/h                                            | 120 km/h                                            | 165 km/h                                              |
| Landegeschwindigkeit  | 68 km/h                                               | 70 km/h                                             | 70 km/h                                             | 75 km/h                                               |
| Steigzeit             | 12 min auf 1000 m                                     | 12 min auf 1000 m                                   | 9,16 min auf 1000 m 23,42 min auf 2000 m            | k. A.                                                 |
| Dienstgipfelhöhe      | 3800 m                                                | 4200 m                                              | 3500 m                                              | 4000 m                                                |
| Reichweite            | ca. 500 km Aktionsradius                              | 360 km                                              | 360 km                                              | k. A.                                                 |